# Уругвай (бронепалубен крайцер, 1910)
Уругвай (на испански: Uruguay) е бронепалубен крайцер на Уругвайските ВМС от началото на 20 век.

## Проектиране, конструкция и история на службата
„Уругвай“ е междинен клас кораб, който технически е канонерска лодка, но във флота на Уругвай е класифициран като крайцер. Построен в Германия на стапелите на „Вулкан“, той е въоръжен с оръдия на „Шкода“ и „Армстронг“. Защитата на кораба е бронирана палуба дебела 17 mm над района на машинното отделение. Корабът пристига в Монтевидео на 20 август 1910 г. През годините на службата си изпълнява роля на учебен кораб. Изваден е от състава на флота през май 1951 г., а е продаден за скрап в август 1962 г.